# Auguste von Anhalt-Dessau

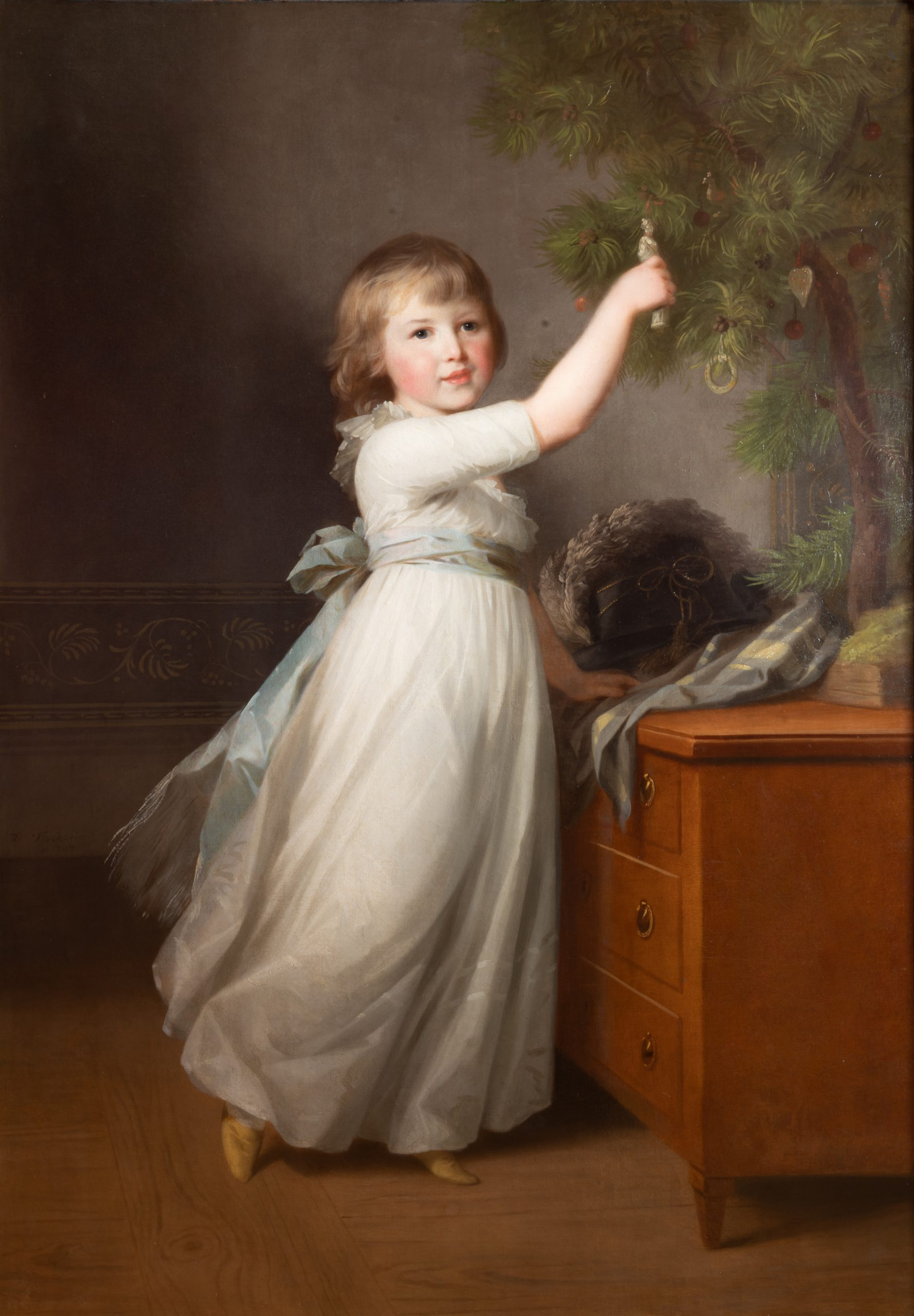
Johann Friedrich August Tischbein, Amalia Augusta von Anhalt-Dessau vor einem Weihnachtsbaum, 1797, Anhaltische Gemäldegalerie Dessau

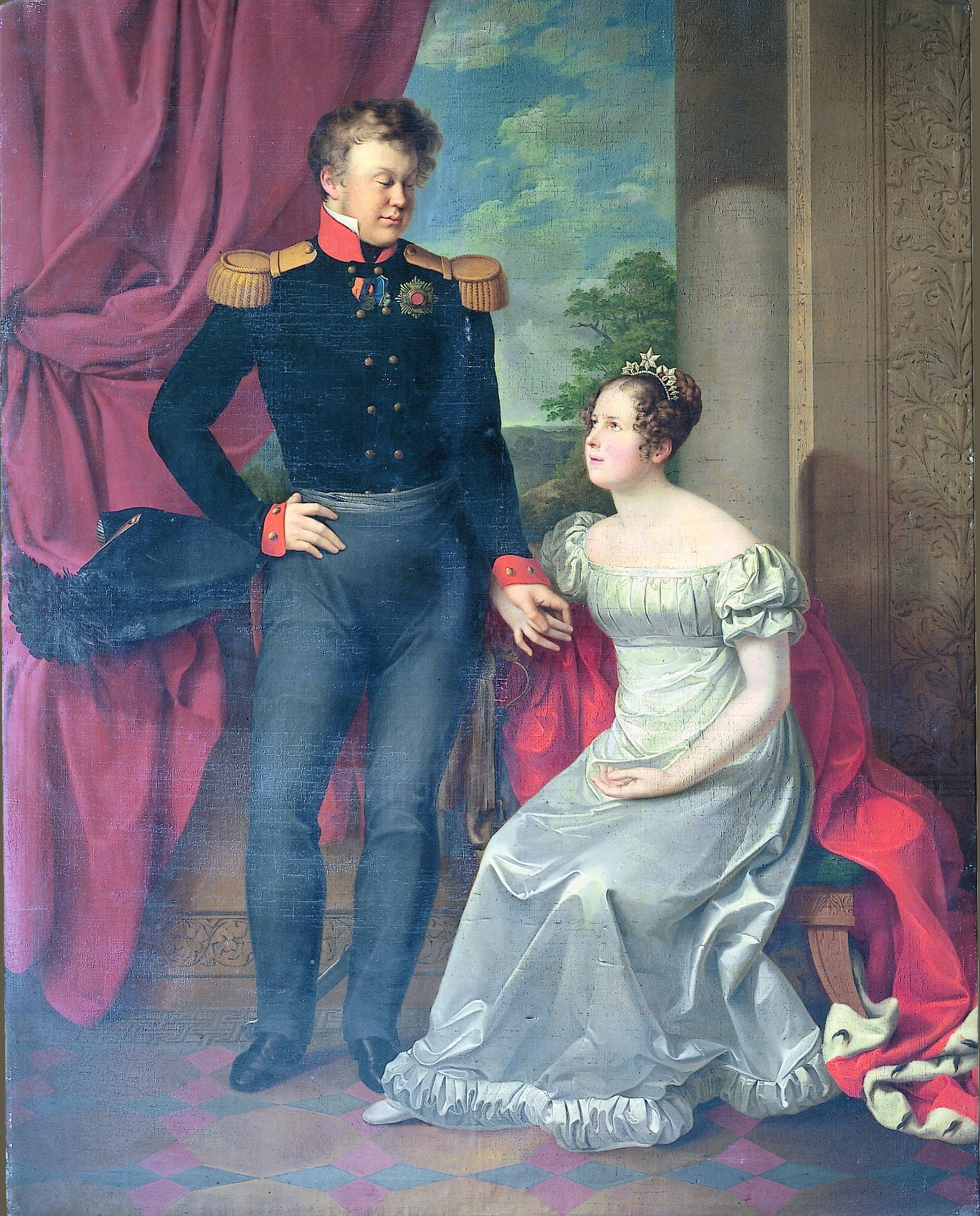
Johann Heinrich Beck, Auguste Prinzessin von Anhalt-Dessau, Fürstin von Schwarzburg-Rudolstadt, Thüringer Landesmuseum Heidecksburg Rudolstadt

Amalie Auguste von Anhalt-Dessau (* 18. August 1793 in Dessau; † 12. Juni 1854 in Rudolstadt) aus dem Hause der Askanier war eine Prinzessin von Anhalt-Dessau und durch Heirat Fürstin von Schwarzburg-Rudolstadt.

## Leben
Auguste war das älteste Kind des Erbprinzen Friedrich von Anhalt-Dessau (1769–1814) aus dessen Ehe mit Christiana Amalie (1774–1846), Tochter des Landgrafen Friedrich V. von Hessen-Homburg, und Enkelin des Fürsten Leopold III. Friedrich Franz von Anhalt-Dessau (1740–1817).
Sie heiratete am 15. April 1816 in Dessau den regierenden Fürsten Friedrich Günther von Schwarzburg-Rudolstadt (1793–1867). Die als sanft und liebenswürdig beschriebene Fürstin war in der Bevölkerung beliebt und galt als Förderin von Wissenschaft und Kunst. Nach ihrem Tod heiratete Friedrich Günther die Tochter von Augustes Bruder Georg.
Auguste wurde in der Fürstengruft des Friedhofs Rudolstadt bestattet.

## Nachkommen
Aus ihrer Ehe hatte Auguste drei Söhne:
- Günther (1818–1821)
- Günther (1821–1845)
- Gustav Adolf (1828–1837)